# Quyền giáo huấn

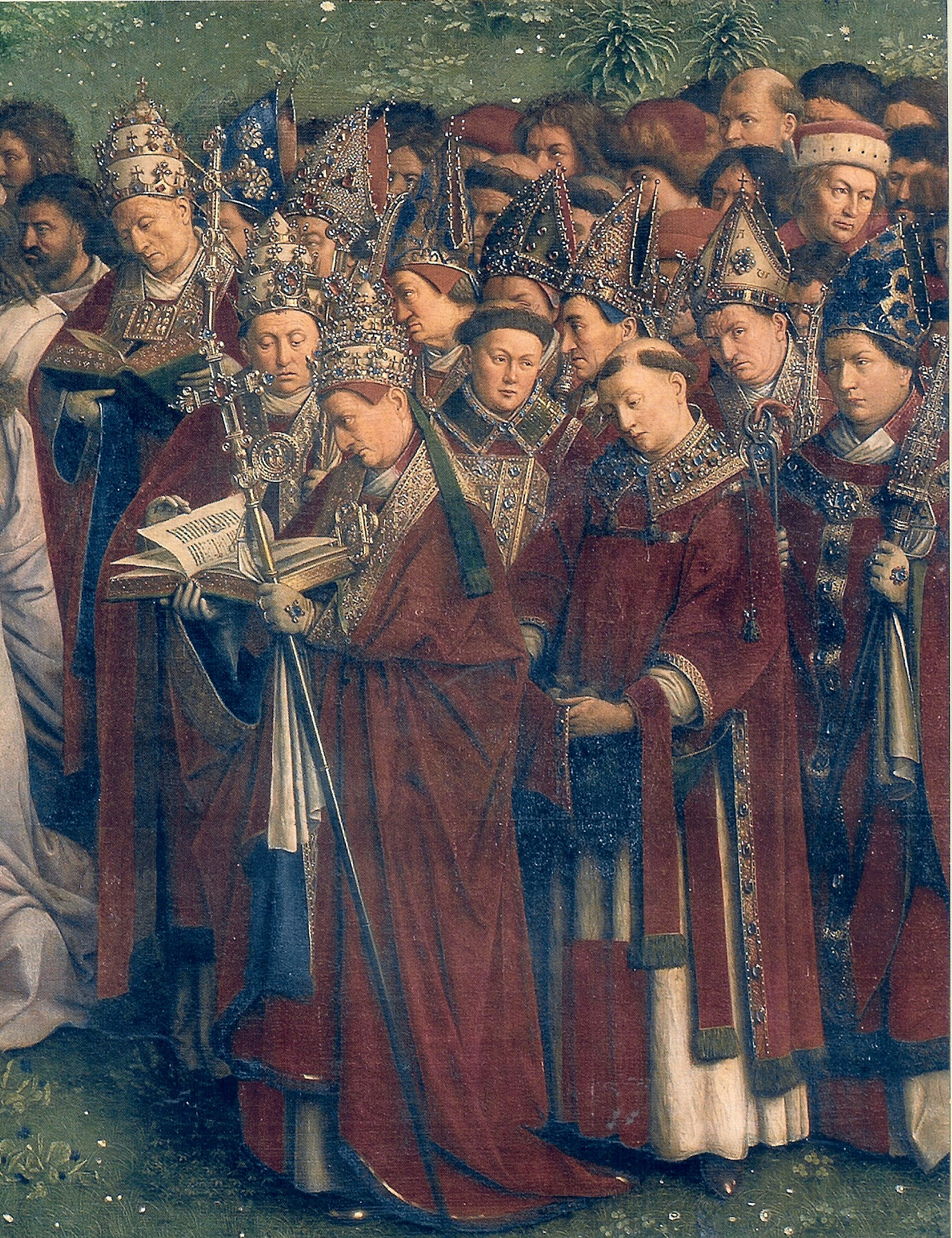
Một phần của tác phẩm Bàn thờ Ghent thể hiện hình ảnh các vị thừa tác viên của giáo hội Công giáo La Mã.

Quyền giáo huấn (chữ Anh: Magisterium, dịch nghĩa: thẩm quyền thầy dạy), hoặc gọi huấn quyền, là thẩm quyền hoặc cơ quan chính thức của giáo hội Công giáo La Mã trong việc giải thích chính thức lời Chúa, "dù ở dạng văn bản hay truyền thống". Theo Sách Giáo lí giáo hội Công giáo năm 1992, nhiệm vụ giải thích Kinh Thánh được giao duy nhất cho giáo hoàng và các giám mục, dù khái niệm này có lịch sử phát triển phức tạp. Thánh kinh và Thánh truyền tạo thành một "kho tàng thiêng liêng duy nhất lưu trữ Lời Chúa", đã được uỷ thác cho giáo hội. Quyền giáo huấn không hoạt động độc lập mà phải dựa trên "kho tàng đức tin" đó, vì "huấn quyền kín múc ra tất cả mọi điều mà đề nghị cho giáo dân tin như là những điều đã được Thiên Chúa mạc khải".
Theo quan niệm Công giáo La Mã, huấn quyền của giáo hội được tiếp nối từ quyền uy mà Chúa Giê-su Ki-tô trao cho các tông đồ và được truyền lại qua các thời đại. Huấn quyền bảo đảm sự thống nhất của tín ngưỡng Công giáo trong toàn thế giới, giải thích đức tin, bảo vệ khỏi những sai lạc, và trình bày đức tin một cách đầy đủ.
Huấn quyền được chia thành hai loại: huấn quyền long trọng và huấn quyền thông thường. Huấn quyền thông thường thuộc về mỗi giám mục, cộng đoàn các giám mục với giáo hoàng, và một giáo hoàng riêng lẻ. Huấn quyền long trọng được thực thi bởi một Công đồng gồm tất cả các giám mục hiệp thông với giáo hoàng, hoặc một mình giáo hoàng khi ông tuyên bố "bất khả ngộ" (ex cathedra).
Các quyết định của huấn quyền cao nhất có giá trị chính thức dựa trên thẩm quyền của nó, không cần sự chấp nhận của các tín hữu hay các cơ quan giáo hội khác. Tuy nhiên, nội dung của các quyết định này phải dựa trên đức tin của giáo hội mà chúng giải thích, và hướng đến sự đồng thuận của toàn thể dân Chúa. Thần học phân biệt các mức độ chắc chắn và sự ràng buộc của các tín điều bằng các cấp độ hoặc ghi chú (en).
Trong các Hội Thánh Tin Lành, thuật ngữ "quyền giáo đạo" (hoặc gọi "quyền giảng dạy", "quyền giáo hối"), vừa chỉ việc công bố Lời Chúa trước công chúng, vừa chỉ những quyết định giáo lí ràng buộc của ban trị sự giáo hội. Quyền giáo đạo của giáo hội được thực hiện tập thể, và những người đảm nhận quyền giáo đạo bao gồm những người được bổ nhiệm qua lễ tấn phong mục sư hoặc sự mời gọi của giáo hội, cùng với các Thượng hội đồng và các cơ quan lãnh đạo giáo hội khác.
Trong một số Hội Thánh Tin Lành thực hành chế độ giám mục, giám mục có vai trò đặc biệt như người giám sát đức tin. Tuy nhiên, vai trò đó cũng được tích hợp vào giáo quyền chung của giáo hội.

## Tóm tắt
Quyền giáo huấn (chữ La-tinh: Magisterium Ecclesiae) là cách mà giáo hội Công giáo La Mã đề cập đến vai trò và thẩm quyền giảng dạy thuộc về giáo hoàng (vì lí do đó nên còn gọi là quyền giáo huấn của giáo hoàng) và các giám mục hiệp thông với ông ấy.
Giáo lí giáo hội Công giáo viết:
Nhiệm vụ chính thức giải thích Lời Chúa đã được ghi chép hay lưu truyền, đã được uỷ thác riêng cho Huấn quyền sống động của giáo hội, một quyền hạn được thi hành nhân danh Chúa Giêsu Kitô" (Dei Verbum 10), nghĩa là được uỷ thác cho các Giám mục hiệp thông với vị kế nhiệm thánh Phêrô, là Giám mục Rôma.

— Sách Giáo lí Công giáo, số 85
Quyền giáo huấn của giáo hội Công giáo La Mã được chia thành hai loại chính:
1. Quyền giáo huấn long trọng (hoặc ngoại lệ): Được thực thi qua một công đồng đại kết hoặc bởi giáo hoàng khi công bố một giáo lí đức tin "bất khả ngộ" (ex cathedra) từ tông toà. Theo giáo lí Công giáo, quyền giáo huấn long trọng là quyền bất khả ngộ và bao gồm các tuyên bố tín điều "bất khả ngộ" (ex cathedra) của giáo hoàng cũng như các tuyên bố tín điều từ các công đồng do giáo hoàng triệu tập và chủ trì.
2. Quyền giáo huấn thông thường: Còn gọi là huấn quyền thông thường và phổ quát, được thực hiện bởi giáo hoàng và các giám mục trong giáo phận của mình khi hiệp thông với ông ta. Nó cũng được thực hiện qua các công đồng với các vấn đề mang tính mục vụ (không liên quan đến quyền giáo huấn "bất khả ngộ") và qua các hội đồng giám mục.

Dù tín hữu Công giáo được khuyến khích tin và tuyên xưng cả quyền giáo huấn long trọng lẫn thông thường, nhưng một số quyết định thuộc quyền giáo huấn thông thường có thể bị thay đổi hoặc điều chỉnh bởi các quyết định sau này của quyền giáo huấn long trọng.
Giáo luật giáo hội Công giáo khẳng định:
Phải tin với đức tin thần khởi và Công giáo tất cả những gì hàm chứa trong Lời Chúa đã được viết ra hay được truyền lại, tức là trong kho tàng đức tin duy nhất đã được trao cho Giáo hội, và đồng thời được trình bày như là do Chúa mạc khải hoặc bởi huấn quyền long trọng, hoặc bởi huấn quyền thông thường và phổ quát của Giáo hội, tức là những gì được biểu lộ do sự gắn bó chung của các Kitô hữu dưới sự hướng dẫn của huấn quyền thánh; bởi thế, mọi người buộc phải tránh bất cứ học thuyết nào nghịch lại với điều ấy.

— Sách Giáo luật Công giáo, điều 750, quyển III
Tín hữu Công giáo có nghĩa vụ tin và bảo vệ tất cả các lời giáo huấn từ quyền giáo huấn long trọng với đức tin trọn vẹn, cũng như các lời giáo huấn từ quyền giáo huấn thông thường, nhưng ở mức độ thấp hơn. Trong Các bài tập linh thao của thánh Ignatius Loyola, người sáng lập dòng Jesus, có ghi:
Chúng ta phải luôn tin rằng, nếu Giáo hội xác định điều trắng tôi thấy là đen, tôi cũng phải tin đó là đen. Bởi vì cùng một Thánh Thần và Chúa chúng ta, Đấng đã ban Mười điều răn cũng đang hướng dẫn và cai quản Giáo hội thánh thiện của chúng ta.

— Các bài tập linh thao, số 365
Theo Javier Melloni - nhà thần học dòng Jesus, điều đó không có nghĩa là phủ nhận thực tế do phục tùng một thẩm quyền bên ngoài, mà là sự sẵn sàng từ bỏ quan điểm rằng bản thân mình nắm giữ chân lí tuyệt đối. Theo tinh thần của thánh Ignatius Loyola, điều này bổ sung cho các quy tắc phân định: dấu hiệu của việc được linh hứng bởi Thánh Thần là biết đặt câu hỏi về những điều mà bản thân coi là hiển nhiên nếu chúng dẫn đến sự phá vỡ hiệp thông với giáo hội.

## Từ nguyên
Từ Magisterium xuất phát từ tiếng Latinh magister, nghĩa là "thầy dạy" trong tiếng La-tinh giáo hội. Ban đầu, từ này có nghĩa rộng hơn, chỉ các chức vụ như tổng thống, người lãnh đạo hoặc giám đốc. Danh từ Magisterium ám chỉ nhiệm vụ hoặc chức vụ của một magister (thầy dạy). Mối quan hệ giữa magister và magisterium tương tự như mối quan hệ trong tiếng Anh giữa “tổng thống” (president) và “chức tổng thống” (presidency).
Từ thời giáo hoàng Pius XII, từ Magisterium còn được dùng để chỉ những cá nhân nắm giữ chức vụ này.

## Cấp độ huấn quyền
Chỉ có giáo hoàng và các giám mục hiệp thông với ông ta mới tạo thành Huấn quyền; các nhà thần học và các giám mục li giáo thì không.
| Thầy dạy:                                                                                    | Cấp độ huấn quyền:                              | Mức độ chắc chắn:                                     | Sự tuân phục cần thiết:                      |
| -------------------------------------------------------------------------------------------- | ----------------------------------------------- | ----------------------------------------------------- | -------------------------------------------- |
| 1. Giáo hoàng "bất khả ngộ" (ex cathedra)                                                    | Huấn quyền long trọng và hoàn vũ của giáo hội   | Không thể sai lầm trong các vấn đề đức tin và luân lí | Sự tuân phục hoàn toàn của đức tin           |
| 2. Công đồng đại kết                                                                         | Huấn quyền long trọng và hoàn vũ của giáo hội   | Không thể sai lầm trong các vấn đề đức tin và luân lí | Sự tuân phục hoàn toàn của đức tin           |
| 3. Các giám mục, cùng với giáo hoàng, rải rác nhưng đồng thuận và đề xuất một cách dứt khoát | Huấn quyền thông thường và hoàn vũ của giáo hội | Không thể sai lầm trong các vấn đề đức tin và luân lí | Sự tuân phục hoàn toàn của đức tin           |
| 4. Giáo hoàng                                                                                | Huấn quyền thông thường của giáo hội            | Có thẩm quyền nhưng không phải là không thể sai lầm   | Tuân phục về mặt tinh thần, lí trí, và ý chí |
| 5. Giám mục                                                                                  | Huấn quyền thông thường của giáo hội            | Có thẩm quyền nhưng không phải là không thể sai lầm   | Tuân phục về mặt tinh thần, lí trí, và ý chí |

## Lịch sử phát triển
Huấn quyền của giáo hội phát triển trong lịch sử Giáo hội Công giáo La Mã liên quan đến chức vụ giám mục, đặc biệt là sự hình thành chế độ Giám mục quân chủ (monarchical episcopate, en). Kết quả của quá trình này là sự khẳng định vai trò tối cao của giáo hoàng trong Cơ Đốc giáo phương Tây, ban đầu được hiểu như một quyền kháng cáo (ius appellationis, it), và sau đó được củng cố bằng tín điều về sự không thể sai lầm tại Công đồng Vatican I. Nền tảng của việc giảng dạy trong giáo hội được xem là dựa trên Thánh kinh và Thánh truyền.
Trái ngược với điều này, Martin Luther vào năm 1523 đã tuyên bố rằng "một cộng đoàn hay hội chúng Cơ Đốc nhân có quyền và thẩm quyền để phán xét mọi giáo lí và mời gọi, bổ nhiệm hoặc phế truất các giáo sư". Tiêu chuẩn duy nhất là Kinh Thánh (xem Năm nguyên tắc duy nhất). Trong quá trình củng cố Cải chính Giáo hội, quyền phán xét giáo lí được thăng lên cấp các Giáo hội quốc gia, và ngoài Kinh Thánh, các bài tín điều như Bài tín điều các Sứ đồ, Bài tín điều Nicence,... cũng trở thành tiêu chuẩn thứ cấp.

### Hội Thánh sơ khai

#### Giám mục có thẩm quyền
Nền tảng cơ bản nhất của quyền giáo huấn là tông truyền, trong đó giám mục được trao thẩm quyền bảo vệ đức tin. Đây là một trong số ít các vấn đề mà giáo phụ hầu như không tranh luận. Giáo lí này được phát triển bởi giáo phụ Ignatius thành Antioch (và những người khác) để đối phó với phong trào chủ nghĩa Gnostic (Thuyết ngộ giáo), và được làm rõ thêm bởi các nhân vật như Irenaeus, Tertullian, Cyprian, Ambrose và Augustine. Đến cuối thế kỉ II, các giám mục đã chấp nhận giáo lí này trên toàn cầu.
Tuy nhiên, những vấn đề đầu tiên đã xuất hiện khi hàng giáo sĩ ngày càng thế tục hoá. Các giám mục bị chỉ trích, dẫn đến việc một số ý kiến đề xuất chỉ chọn giám mục từ các đoàn thể tu viện, vì những người này được xem là lãnh đạo có phẩm hạnh cao nhất. Đồng thời, trong giáo hội cũng phát triển một mô hình quản trị kiểu La Mã, tập trung vào việc duy trì trật tự bằng mọi giá. Điều đó dẫn đến hiện tượng “giám mục đế quốc”, nơi quyền lực được xác định bởi chức vụ chứ không phải phẩm hạnh cá nhân, làm nảy sinh sự phân biệt giữa “con người” và “chức vụ.”

#### Những bất đồng ban đầu
Quan điểm nói trên không được tất cả mọi người tán thành. Theo Robert B. Eno - giáo sư thần học tại Đại học Công giáo Hoa Kỳ, Origen là một trong những người chỉ trích nổi tiếng nhất đối với sự tham nhũng trong hàng ngũ giám mục. Trong suốt cuộc đời, nhiều tác phẩm của Origen bị cho là không chính thống, ông hầu như ủng hộ quan điểm rằng quyền giáo huấn dựa trên chuyên môn thần học, hoặc ít nhất là song song với tông truyền.
Một trong những bất đồng sớm nhất trong giáo hội liên quan đến vấn đề thẩm quyền là giáo phái Montanus (en), khởi đầu như một phong trào tôn vinh đặc ân của lời tiên tri. Giáo phái Montanus tuyên bố rằng các lời tiên tri giống như trong Cựu Ước vẫn tiếp tục trong giáo hội và các lời tiên tri mới có quyền lực ngang với giáo lí các tông đồ. Tuy nhiên, giáo hội khẳng định các lời tiên tri đó không có tính thẩm quyền và lên án giáo phái Montanus là tà giáo. Ngoài ra, giáo hội đôi khi công nhận các mạc khải riêng, nhưng nhấn mạnh rằng chúng hoàn toàn tách biệt với "kho tàng đức tin" và không bắt buộc mọi tín hữu Công giáo phải tin theo.

### Kỉ nguyên các Công đồng đại kết
Bảy công đồng đại kết đầu tiên, dưới sự chủ trì của hoàng đế La Mã và đại diện từ các toà giám mục lớn như Jerusalem, Constantinople và Rome, đóng vai trò quan trọng trong việc xác định giáo lí nền tảng, như thần tính của Đức Kitô và hai căn tính của Ngài. Các công đồng này cũng sản sinh các bài tín điều quan trọng, trong đó có Kinh tin kính Nicaea. Ngôn ngữ chính thức của các công đồng và các văn bản có thẩm quyền là tiếng Hi Lạp.
Mối quan hệ giữa các công đồng và quyền lực của các đại thượng phụ rất phức tạp. Ví dụ, công đồng Constantinople III - công đồng đại kết thứ sáu, lên án các dị thuyết Đơn lực luận (en) và Đơn ý luận (en), đồng thời phê phán giáo hoàng Honorius I và bốn đại thượng phụ Constantinople trước đó, những người đã ủng hộ dị thuyết này.

### Thời kì Trung cổ
Quan điểm về thẩm quyền giáo huấn trong thời Trung Cổ rất đa dạng. Trong khi sự hiểu biết về quyền tối cao của giáo hoàng tăng lên, đặc biệt sau cuộc Chia cắt Tây Giáo hội, vai trò của các nhà thần học cũng được nhấn mạnh nhiều hơn, đồng thời xuất hiện nhiều ý kiến bất đồng với cả hai quan điểm này.

#### Thời kì Charlemagne
Dưới sự cai trị của Charlemagne - quốc vương của vương triều Caroling, việc nghiên cứu các tác phẩm giáo phụ đã được thúc đẩy mạnh mẽ, đánh dấu một thời kì văn hoá rực rỡ gọi là "Thời kì hoàng kim" hoặc "Phục hưng Caroling". Tuy nhiên, thời kì này cũng chứng kiến các cuộc đấu tranh quyền lực giữa giám mục giáo phận và tổng giám mục, dẫn đến các tài liệu giả mạo như thông điệp Pseudo-Isidore (en) đã được tạo ra, nhằm củng cố quyền lực của giáo hoàng trong việc bổ nhiệm và phế truất giám mục. Những văn bản giả mạo đó có ảnh hưởng lớn nhưng không bị phát hiện cho đến thế kỉ XVI và được công nhận rộng rãi là giả mạo vào thế kỉ XIX.

#### Vai trò của các nhà thần học
Trong thời Trung Cổ, khái niệm về "thẩm quyền của chuyên gia học thuật" được phát triển, bắt đầu từ Origen và được ủng hộ bởi nhiều nhà thần học sau này. Thánh Thomas Aquinas ủng hộ việc phân biệt giữa thẩm quyền giáo huấn của giám mục và các nhà thần học. Ông phân biệt giữa "quyền giáo huấn mục vụ" của giám mục (Magisterium cathedrae pastoralis) và "quyền giáo huấn giảng dạy" của nhà thần học (Magisterium cathedrae magistralis). Tuy nhiên, một số nhà thần học như Godfrey xứ Fontaines nhấn mạnh rằng họ có quyền giữ quan điểm riêng ngay cả khi mâu thuẫn với giáo hoàng hoặc giám mục.
Trước khi thành lập Toà án Dị giáo La Mã vào thế kỉ XVI, các khoa thần học của các đại học đóng vai trò trung tâm trong việc xác định tiêu chuẩn của chân lí Công giáo. Khoa thần học tại Đại học Paris được xem là quan trọng nhất, và ý kiến của các giáo sư thường được tham khảo trước khi đưa ra các phán quyết quan trọng.

#### Quyền tối cao và thẩm quyền của giáo hoàng
Trong thời Trung cổ, quyền tối cao của giáo hoàng trong cả lĩnh vực tâm linh và thế tục được củng cố. Hai giáo hoàng là Innocent III và Boniface VIII đóng vai trò quan trọng trong việc phát triển quyền lực này. Innocent III khẳng định quyền lực của giáo hoàng được Thiên Chúa ban và phát triển ý tưởng giáo hoàng không chỉ là nhà lãnh đạo tinh thần mà còn là nhà cai trị thế tục. Boniface VIII, qua sắc lệnh Duy nhất thánh (Unam Sanctam), tuyên bố rằng quyền lực của thế giới tâm linh (do giáo hoàng đứng đầu) vượt trên thế giới thế tục, và tất cả mọi người phải tuân phục giáo hoàng để được cứu độ.

#### Tính bất khả ngộ của giáo hoàng
Trong luật Gratiani (thế kỉ XII, en), giáo hoàng được trao quyền phán xét trong các tranh chấp thần học, nhưng không được đảm bảo tránh khỏi sai lầm. Vai trò của giáo hoàng được xem như thẩm phán, chứ không phải là một thầy dạy không thể sai lầm.
Thuyết bất khả ngộ bắt đầu phát triển rõ nét trong thời kì Cải cách tôn giáo và được thánh Robert Bellarmine đưa ra như một tuyên bố chính thức vào thế kỉ XVII. Tuy nhiên, thuyết đó chỉ được chấp nhận rộng rãi vào thế kỉ XIX, tại Công đồng Vatican I.

#### Công đồng Constance (1414–1418)
Một bước phát triển quan trọng trong quyền giáo huấn của giáo hội đã diễn ra từ năm 1414 đến 1418 với Công đồng Constance, nơi đã thực sự điều hành giáo hội trong thời kì Đại Phân li Đông–Tây Giáo hội, khi có ba người tự xưng là giáo hoàng. Một sắc lệnh sớm của công đồng này, Haec Sancta, đã thách thức quyền tối cao của giáo hoàng, tuyên bố rằng các công đồng đại diện cho giáo hội, nhận quyền năng trực tiếp từ Đức Kitô và có tính ràng buộc ngay cả đối với giáo hoàng trong các vấn đề đức tin. Tuy nhiên, tuyên bố này sau đó đã bị giáo hội tuyên bố vô hiệu, bởi vì các phiên họp đầu tiên của công đồng không được một giáo hoàng phê chuẩn. Tuy vậy, điều này cho thấy vẫn còn tồn tại những luồng tư tưởng ủng hộ quyền lực công đồng, đi ngược lại với giáo lí về quyền tối cao của giáo hoàng, có lẽ do ảnh hưởng từ tình trạng tham nhũng trong giáo triều lúc bấy giờ.

#### Công đồng Basle (1439)
Vai trò của các nhà thần học trong đời sống giảng dạy của giáo hội tiếp tục nổi bật hơn khi các “tiến sĩ” được triệu tập ngày càng nhiều để giúp các giám mục hình thành quan điểm giáo lí. Minh chứng cho điều này, tại Công đồng Basle năm 1439, số lượng các tiến sĩ thần học vượt xa số giám mục và các giáo sĩ khác.
Mặc dù ảnh hưởng của các thần học gia ngày càng gia tăng, các giáo hoàng vẫn khẳng định quyền hạn của mình trong việc đàn áp những người bị coi là “nhà thần học bất tuân”. Điều này được thực hiện thông qua các công đồng (chẳng hạn như trong trường hợp của Peter Abelard và Beranger) hoặc các uỷ ban (như với Nicholas xứ Autrecourt, William xứ Ockham và Meister Eckhart). Khi cuộc Cải cách tôn giáo bắt đầu năm 1517, việc khẳng định quyền tối cao và thẩm quyền của giáo hoàng đối với các nhà thần học được tái khẳng định mạnh mẽ. Tuy nhiên, Công đồng Trent đã tái lập sự hợp tác giữa các nhà thần học và các nghị phụ của công đồng. Trong các thế kỉ sau đó, cho đến Công đồng Vatican I và Vatican II, vai trò của những người uyên bác trong giáo hội đã được chấp nhận rộng rãi hơn, mặc dù các giáo hoàng vẫn theo dõi sát sao các nhà thần học và can thiệp khi cần thiết.

#### Thời kì Trung Cổ muộn
Trong thời kì Trung Cổ muộn, những tuyên bố về quyền lực của giáo hoàng cũng phổ biến trong các tác phẩm của các nhà thần học. Ví dụ, nhà thần học Tây Ban Nha Domingo Báñez cho rằng giáo hoàng có “quyền lực dứt khoát để tuyên bố các chân lí đức tin”, còn nhà thần học Ý Thomas Cajetan thì cho rằng, khi mở rộng sự phân biệt do thánh Thomas Aquinas đưa ra, đã phân biệt giữa đức tin cá nhân được thể hiện qua các nhà thần học và đức tin có tính thẩm quyền được trình bày như một phán quyết bởi giáo hoàng.

### Thời kì các công đồng Vatican và các giáo hoàng của hai công đồng đó

#### Pius IX và Vatican I

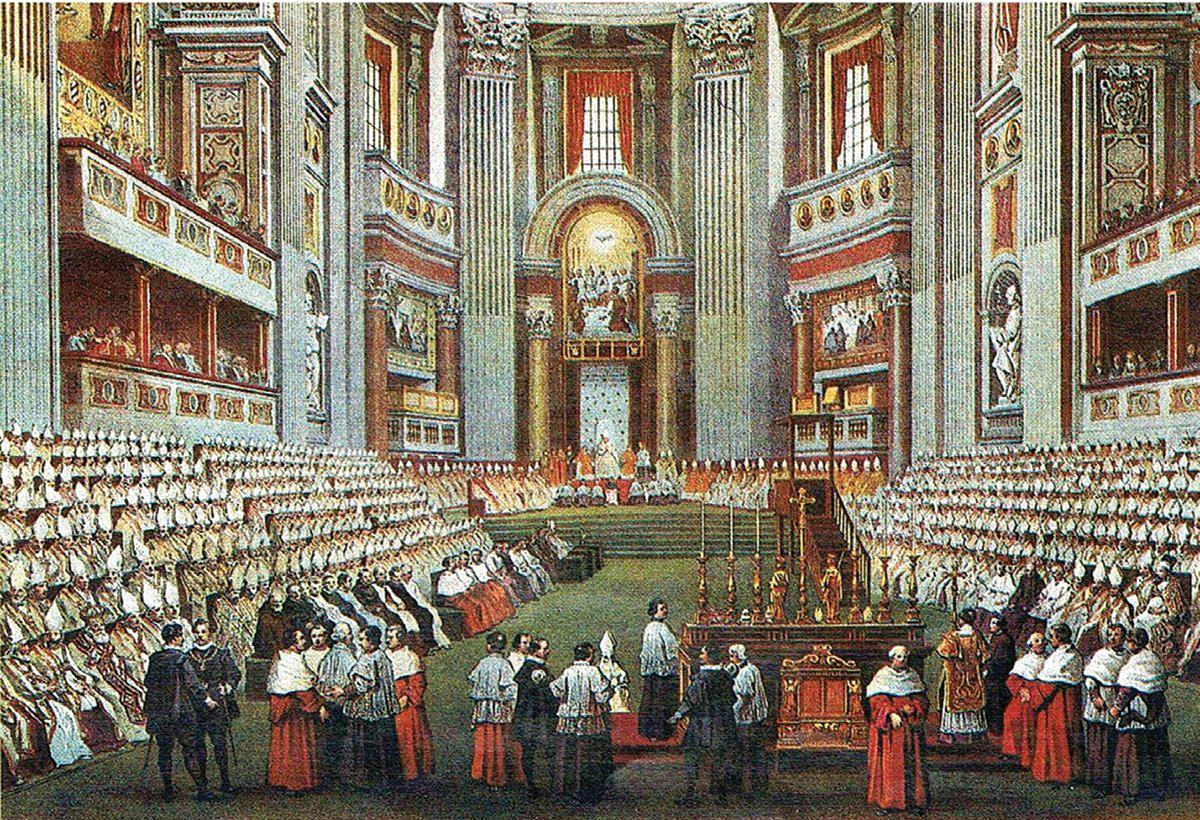
Huấn quyền chủ trì một công đồng. Hình trên là Công đồng Vatican I, khoảng năm 1870.

Trong thời kì Trung Cổ muộn, khái niệm về tính bất khả ngộ của giáo hoàng dần được hình thành, nhưng phải đến thế kỉ XIX, với giáo hoàng Pius IX và Công đồng Vatican I (1869–1870), các học thuyết đó mới được định nghĩa rõ ràng. Giáo hoàng Pius IX là người đầu tiên sử dụng thuật ngữ “huấn quyền” theo cách hiểu hiện nay, và khái niệm về huấn quyền thông thường và phổ quát cũng được chính thức thiết lập tại công đồng này.
Ngoài ra, công đồng đã định nghĩa học thuyết về tính bất khả ngộ của giáo hoàng, nghĩa là khả năng giáo hoàng có thể phát biểu không sai lầm "khi, với tư cách là mục tử và thầy dạy của tất cả các Kitô hữu, ông sử dụng quyền tối cao của mình trong giáo hội hoàn vũ liên quan đến các vấn đề đức tin hoặc luân lí". Tuyên bố này không tránh khỏi tranh cãi; các giám mục thuộc các Giáo hội Công giáo phụng vụ kiểu Đông phương đã đồng loạt rời bỏ cuộc họp thay vì bỏ phiếu chống lại tuyên bố này. Điều này cũng góp phần dẫn đến việc hoàn tất sự chia cắt của Giáo hội Cựu Công giáo, vốn đã âm ỉ từ lâu. Dù chấp nhận thẩm quyền của công đồng, nhưng hồng y John Henry Newman vẫn đặt câu hỏi liệu công đồng này có thực sự là một công đồng đại kết hay không.

#### Pius XII và Paul VI
Sau đó, giáo hoàng Pius XII (trị vì 1939–1958) tiếp tục khẳng định thẩm quyền của huấn quyền, tuyên bố rằng tín hữu phải tuân phục ngay cả với huấn quyền thông thường của giáo hoàng, và rằng “không còn vấn đề thảo luận tự do giữa các nhà thần học” một khi giáo hoàng đã phát biểu về một vấn đề cụ thể.
Giáo hoàng Paul VI (trị vì 1963–1978) đồng ý với quan điểm này. Thần học và huấn quyền có cùng một nguồn gốc, đó là mạc khải, và phối hợp chặt chẽ với nhau: Huấn quyền không tự nhận được mạc khải để giải quyết các vấn đề tranh cãi. Các nhà thần học, trong sự tuân phục huấn quyền, cố gắng phát triển câu trả lời cho các vấn đề mới. Đổi lại, huấn quyền cần những công trình này để đưa ra các giải pháp có thẩm quyền cho các vấn đề hiện đại về đức tin và luân lí. Thần học, một lần nữa, chấp nhận các câu trả lời này và đóng vai trò cầu nối giữa huấn quyền và tín hữu, giải thích lí do đằng sau các giáo huấn của huấn quyền.

### Thời kì hậu công đồng Vatican I và II
Cuộc tranh luận về huấn quyền, tính tối cao và bất khả ngộ của giáo hoàng, cùng thẩm quyền giáo huấn nói chung không giảm đi sau tuyên bố chính thức về các học thuyết này. Thay vào đó, Giáo hội phải đối mặt với các quan điểm trái ngược: Một số người có xu hướng xem ngay cả các thông điệp không mang tính ràng buộc của giáo hoàng cũng là những tuyên bố bất khả ngộ, trong khi những người khác từ chối chấp nhận các thông điệp gây tranh cãi như "Sự sống con người" (Humanae vitae, en).
Ngoài ra, vẫn còn những người, như hồng y John Henry Newman, đặt câu hỏi liệu Công đồng Vatican I có phải là một công đồng đại kết hay không, và do đó liệu học thuyết về tính bất khả ngộ của giáo hoàng được định nghĩa tại công đồng này có phải là một tuyên bố sai lầm. Tình hình càng trở nên phức tạp bởi những thay đổi trong thái độ đối với thẩm quyền trong một thế giới ngày càng dân chủ, sự quan trọng mới được đặt vào tự do học thuật, và các phương tiện truyền thông, kiến thức hiện đại.
Thêm vào đó, thẩm quyền của các nhà thần học cũng bị xét lại, khi một số nhà thần học vượt qua các cấu trúc được giáo hoàng Pius XII đặt ra để tự khẳng định thẩm quyền trong thần học, giống như thời Trung Cổ. Một số khác lại đơn thuần coi mình là học giả không thuộc về bất kì tổ chức nào.
Vào tháng 9 năm 2018, Thượng Hội đồng Giám mục đã được trao huấn quyền đối với các tài liệu được phê chuẩn trong các kì họp của họ.

### Sách
- Boyle, John (1995). Church Teaching Authority: Historical and Theological Studies. University of Notre Dame Press. ISBN 0-268-00805-1.
- Curran, Charles E.; McCormick, Richard A., biên tập (1982), The Magisterium and Morality, Readings in Moral Theology, Paulist Press, ISBN 0-8091-2407-6
- Gaillardetz, Richard (2012). When the Magisterium Intervenes: The Magisterium and Theologians in Today's Church. ISBN 978-0814680544.
- Gaillardetz, Richard (2003). By What Authority?: A Primer on Scripture, the Magisterium, and the Sense of the Faithful. ISBN 0-8146-2872-9.
- Dulles, Avery, Cardinal (2010). Magisterium: Teacher and Guardian of the Faith. Introductions to Catholic Doctrine. Sapientia Press. ISBN 978-1-9325-8938-2.{{Chú thích sách}}:  Quản lý CS1: nhiều tên: danh sách tác giả (liên kết)
- Gaillardetz, Richard (1997). Teaching With Authority: A Theology of the Magisterium in the Church. Theology and Life Series, vol. 41. Liturgical Press. ISBN 0-8146-5529-7.
- Gaillardetz, Richard (1992). Witnesses to the Faith: Community, Infallibility, and the Ordinary Magisterium of Bishops. Paulist Press. ISBN 0-8091-3350-4.
- Mannion, Gerard; Gaillardetz, Richard; Kerkhofs, Jan; Wilson, Kenneth (2003). Readings in Church Authority - Gifts and Challenges for Contemporary Catholicism. Ashgate Press. ISBN 978-0-7546-0530-0.
- Sullivan, Francis (2003). Creative Fidelity: Weighing and Interpreting Documents of the Magisterium. Wipf & Stock Publishers. ISBN 1-59244-208-0.
- Sullivan, Francis (2002). The Magisterium: Teaching Authority in the Catholic Church. Wipf & Stock. ISBN 978-1-59244-060-3.

### Bài viết
- Thomas Storck, "What Is the Magisterium" in Catholic Faith magazine, July/August 2001 Lưu trữ ngày 19 tháng 1 năm 2023 tại Wayback Machine
- Bainvel, Jean (1912). "Tradition and Living Magisterium" . Trong Herbermann, Charles (biên tập). Catholic Encyclopedia. Quyển 15. New York: Robert Appleton Company.
- John Young, "The Magisterium: A Precious Gift" in Homiletic & Pastoral Review (1 November 2008)
- Austin B. Vaughan, "The Role of the Ordinary Magisterium of the Universal Episcopate" in Proceedings of the Twenty-Second Annual Convention of the Catholic Theological Society of America
- Roger Mahony, "The Magisterium and Theological Dissent" in Dissent in the Church (Paulist Press 1988)
- Berington, Joseph (1830). "The Authority of the Church." . The Faith of Catholics: confirmed by Scripture, and attested by the Fathers of the five first centuries of the Church, Volume 1. Jos. Booker.

### Tuyên bố của giáo hoàng
- Giáo hoàng John Paul II, "The Roman Pontiff Is the Supreme Teacher"